# Thomas Kühne
Pour les articles homonymes, voir Kühne.
Thomas Kühne (né le 13 mars 1958 à Cologne) est un historien allemand.

## Biographie
Kühne obtient son doctorat en 1992 à l'Université Eberhard Karl de Tübingen. Il enseigne dans les universités de Bielefeld et de Constance et occupe la chaire Strassler pour l'étude de l'histoire de l'Holocauste et directeur du Strassler Center for Holocaust and Genocide Studies à Clark University, Massachusetts, depuis 2004.
Kühne remporte le prix du Bundestag pour le parlementarisme en 1995, reçoit des subventions de la Fondation allemande pour la recherche en 1998 et 2001, de la John Simon Guggenheim Memorial Foundation en 2010 et de l'Institut d'études avancées de Princeton en 2003 et 2010.

## Travaux
- Dreiklassenwahlrecht und Wahlkultur in Preußen 1867–1914. Landtagswahlen zwischen korporativer Tradition und politischem Massenmarkt, Düsseldorf: Droste, 1994.
- Handbuch der Wahlen zum Preußischen Abgeordnetenhaus 1867–1918. Wahlergebnisse, Wahlbündnisse und Wahlkandidaten, Düsseldorf: Droste, 1994.
- Männergeschichte – Geschlechtergeschichte. Männlichkeit im Wandel der Moderne, Frankfurt: Campus, 1996.
- mit Benjamin Ziemann: Was ist Militärgeschichte? Paderborn: Schöningh, 2000.
- Kameradschaft. Die Soldaten des nationalsozialistischen Krieges und das 20. Jahrhundert, Göttingen: Vandenhoeck & Ruprecht, 2006.
- Belonging and Genocide. Hitler’s Community, 1918–1945. New Haven: Yale University Press, 2010.
- mit Hartmut Berghoff: Globalizing Beauty. Body Aesthetics in the 20th Century. Houndmills: Palgrave-Macmillan, 2013.
- The Rise and Fall of Comradeship. Hitler’s Soldiers, Male Bonding and Mass Violence in the Twentieth Century. Cambridge: Cambridge University Press, 2017.